# Rich Brennan
Richard John „Rich“ Brennan (* 26. November 1972 in Schenectady, New York) ist ein ehemaliger US-amerikanischer Eishockeyspieler, der im Verlauf seiner aktiven Karriere zwischen 1991 und 2009 unter anderem 539 Spiele in der American Hockey League (AHL) auf der Position des Verteidigers bestritten hat. Darüber hinaus absolvierte Brennan 50 Partien für die Colorado Avalanche, San Jose Sharks, New York Rangers, Los Angeles Kings, Nashville Predators und Boston Bruins in der National Hockey League (NHL) sowie weitere 173 Begegnungen in der Deutschen Eishockey Liga (DEL).

## Karriere

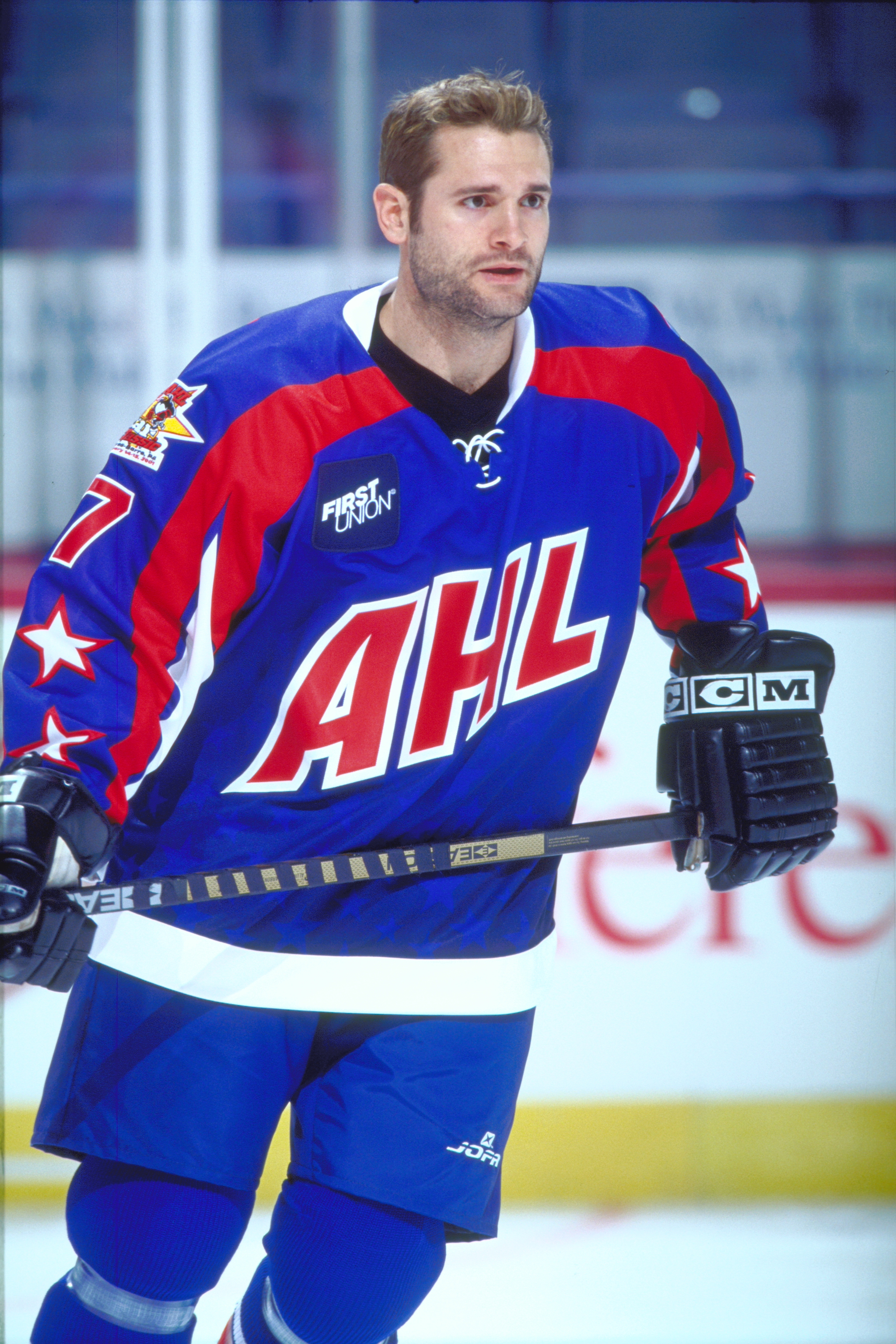
Brennan beim AHL All-Star Classic 2001

Brennan begann seine Karriere 1991 an der Boston University, wo er für das dortige Eishockeyteam spielte. Während des NHL Entry Draft 1991 sicherten sich die Verantwortlichen der Nordiques de Québec aus der National Hockey League (NHL) die Rechte an Brennan, als sie ihn in der dritten Runde an insgesamt 46. Position auswählten. Er blieb daraufhin noch bis 1995 in Boston. Die Nordiques waren inzwischen umgezogen und spielten als Colorado Avalanche in Denver. Sie holten ihn 1995 in ihr damaliges Farmteam, zu den Cornwall Aces in die American Hockey League (AHL). Ein Jahr nach ihrem Umzug wechselte Colorado ebenso sein Farmteam und so fand sich Rich bei den Hershey Bears wieder. Zweimal durfte er in Saison 1996/97 in der NHL spielen.
Nach der Saison gab man ihn an die San Jose Sharks ab, doch auch hier war er überwiegend in der AHL für die Kentucky Thoroughblades im Einsatz. Elf Partien bestritt er für San Jose und konnte hierbei sein erstes Tor in der NHL erzielen. Zum Ende der Spielzeit 1997/98 wurde er jedoch schon wieder abgegeben. Sein neues NHL Team waren die New York Rangers, er wurde hier aber vorerst nur im Farmteam beim Hartford Wolf Pack eingesetzt. Erst während der Saison 1998/99, die er zu zwei Dritteln in Hartford verbrachte, kam er bei den Rangers zu 24 Einsätzen, bei denen er sein zweites und letztes NHL-Tor erzielte. Eigentlich hätten die Nashville Predators sein nächstes Ziel sein sollen, aber vor Saisonbeginn gingen seine Rechte weiter zu den Los Angeles Kings. Zwei Jahre spielte er fast nur für die Lowell Lock Monsters in der AHL und bekam in der Saison 2000/01 nur zwei Einsätze in der NHL. In der Spielzeit 2001/02 ging er dann vier Mal für die Nashville Predators aufs Eis. Seine Teams waren in dieser Saison die Manchester Monarchs und die Milwaukee Admirals. Die folgende Station waren die Boston Bruins, für die er siebenmal spielen durfte. Auch hier verbrachte er die meiste Zeit im Farmteam bei den Providence Bruins. Im zweiten Jahr gelang es ihm überhaupt nicht mehr, sich in der NHL durchzusetzen.
Die NHL streikte im folgenden Jahr und Rich Brennan forcierte einen Wechsel nach Europa. In der Schweiz spielte er ein Spiel für den SC Langenthal und stand 28-mal für den SC Bern auf dem Eis, bevor er im Laufe der Saison nach Deutschland kam. In der Saison 2004/05 wechselte Brennan in die Deutsche Eishockey Liga (DEL), wo er zuerst bei den Augsburger Panthern unter Vertrag stand. Im Sommer 2005 wechselte der Verteidiger zu den Nürnberg Ice Tigers. Für die Nürnberger absolvierte der Verteidiger insgesamt 152 Partien und erzielte dabei 92 Scorerpunkte. Brennan gehörte somit zu den punktbesten Defensivspielern seines Teams. Zum Ende der Spielzeit 2007/08 wurde sein Vertrag nicht verlängert. In der folgenden Saison war der US-Amerikaner in Österreich für den HC Innsbruck aktiv, bevor er im Anschluss an diese Spielzeit seine Karriere beendete.

### International
Mit der US-amerikanischen U20-Nationalmannschaft nahm Brennan an der Junioren-Weltmeisterschaft 1992 teil. Dort belegte er mit der Mannschaft den dritten Rang und gewann somit die Bronzemedaille. In sieben Turnierspielen steuerte er zwei Torvorlagen bei. Mit der A-Nationalmannschaft des US-amerikanischen Verbandes bestritt der Verteidiger drei Partien im Rahmen des Sauna Cup 1992, den die US-Boys ebenfalls auf dem dritten Rang beendeten.

## Erfolge und Auszeichnungen
| - 1994 Hockey East First All-Star Team - 1994 NCAA East Second All-American Team - 1997 Teilnahme am AHL All-Star Classic - 1997 Calder-Cup-Gewinn mit den Hershey Bears - 1998 Teilnahme am AHL All-Star Classic | - 1999 Teilnahme am AHL All-Star Classic - 2000 Teilnahme am AHL All-Star Classic - 2001 Teilnahme am AHL All-Star Classic - 2002 Teilnahme am AHL All-Star Classic |

### International
- 1992 Bronzemedaille bei der Junioren-Weltmeisterschaft

## Karrierestatistik

### International
Vertrat die USA bei:
- Junioren-Weltmeisterschaft 1992

(Legende zur Spielerstatistik: Sp oder GP = absolvierte Spiele; T oder G = erzielte Tore; V oder A = erzielte Assists; Pkt oder Pts = erzielte Scorerpunkte; SM oder PIM = erhaltene Strafminuten; +/− = Plus/Minus-Bilanz; PP = erzielte Überzahltore; SH = erzielte Unterzahltore; GW = erzielte Siegtore; 1 Play-downs/Relegation; Kursiv: Statistik nicht vollständig)